# دارکوب قهوه‌ای
دارکوب قهوه‌ای اوراسیایی (نام علمی: Jynx torquilla) پرنده‌ای از سردهٔ دارکوب‌های قهوه‌ای در تیرهٔ دارکوبان است. این پرنده در ایران نیز یافت می‌شود.

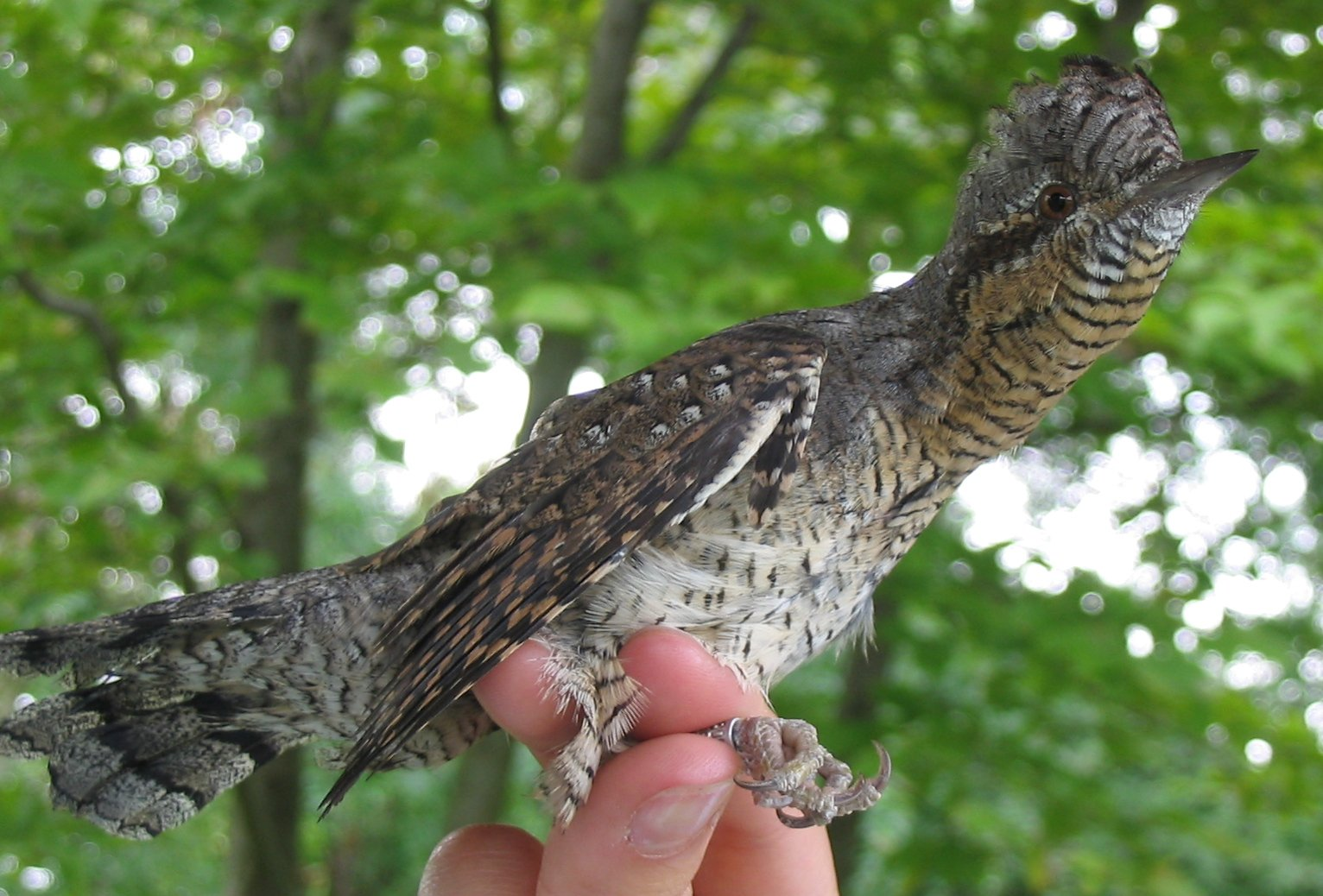
دارکوب قهوه‌ای (دارکوب راه‌راه) معمولی

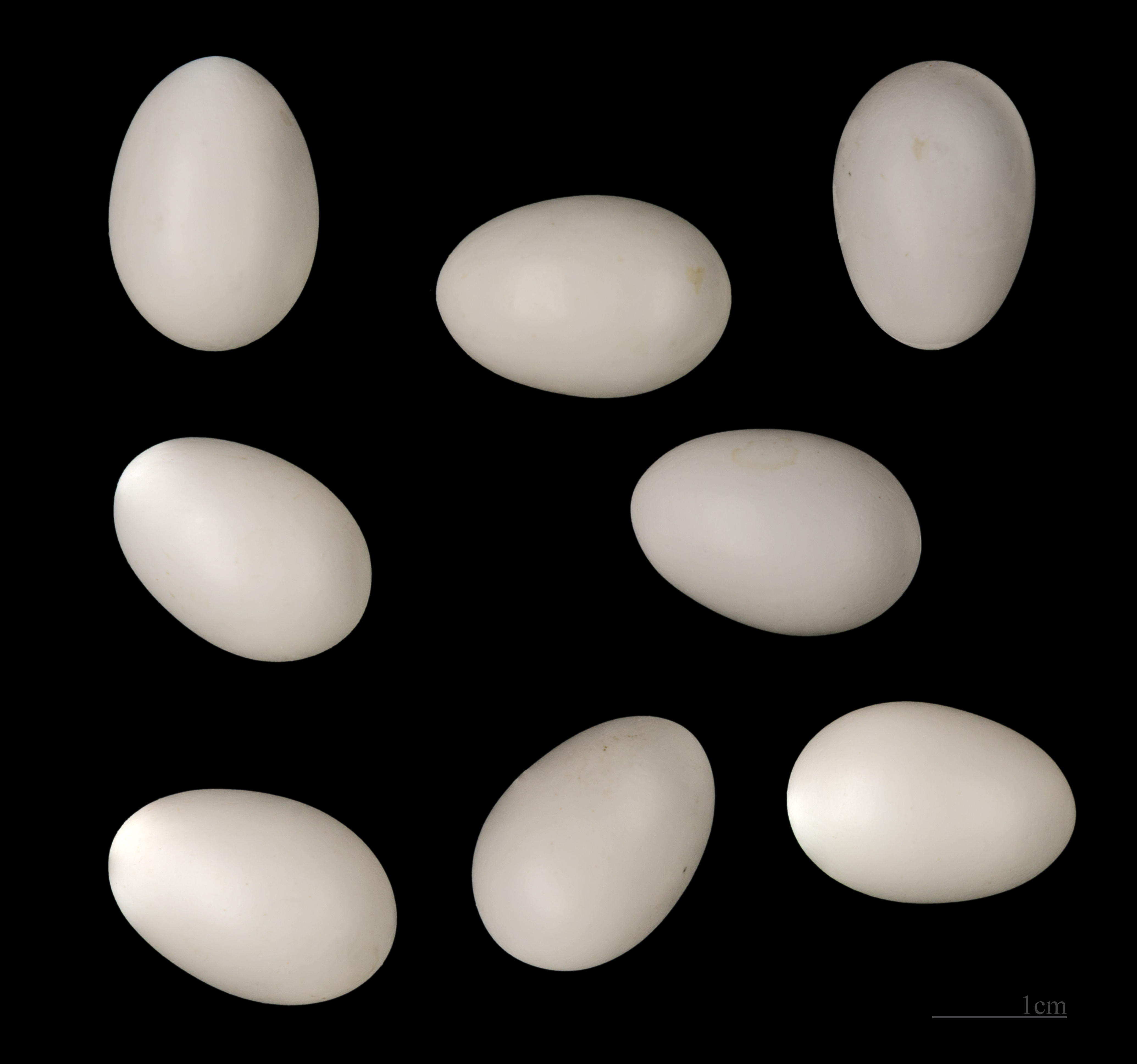
Jynx torquilla